# Bisoro (Burundi)
Bisoro ist eine Ortschaft in der Provinz Mwaro (vormals Muramvya) in Burundi, Zentralafrika. Der Ort liegt auf einem Hochland in etwa 1900 m Höhe, etwas südlich vom Äquator und erstreckt sich über ein Gebiet von ungefähr 180 km². 

## Lage und Demoskopie
Die etwa 42.000 Einwohner leben ziemlich gleichmäßig verteilt auf 15 Hügeln, da die Familien (durchschnittlich zehn Personen) jeweils auf ihren privaten landwirtschaftlich genutzten Parzellen siedelten. Pro Hügel leben zwischen 2500 und 3500 Menschen. Jeder Hügel trägt einen Namen und kann als Teilort von Bisoro aufgefasst werden. 
Die Hügel („Teilorte“) heißen: 
| - Buhabwa - Buburu - Gitaramuka - Kanka - Kariba | - Kiganda - Kirika - Kivoga - Mabaya - Masango | - Mashunzi - Musumba - Munanira - Nyabisiga - Rubamvye |

Eine Siedlungskonzentration (Hauptort) gibt es praktisch nicht.
50 % der Bevölkerung Bisoros sind Hutu, 50 % sind Tutsi. Beide Gruppen leben in dieser Region in friedlicher Koexistenz.

## Wirtschaft
Die Menschen leben hauptsächlich von ihren selbsterzeugten Agrarprodukten. Die klimatischen Bedingungen erlauben den Anbau von Tee und Kaffee, Bananen, Weizen, Kartoffeln und Süßkartoffeln. Das Durchschnittseinkommen liegt bei 10 €/Monat. 

## Bildung
48 % der Bevölkerung in Burundi und damit wohl auch in Bisoro sind Kinder im Alter von 0 bis 14 Jahren. Die Grundschüler werden in Klassen mit 50 bis 110 Schülern unterrichtet. In Bisoro gibt es auf den Hügeln derzeit 12 Grundschulen, die mit Hilfe deutscher Partner modernisiert bzw. neu gebaut werden konnten sowie drei Werkrealschulen und ein Landwirtschaftliches Gymnasium. Außerdem konnten eine kleine Volkshochschule sowie drei Gesundheitszentren errichtet werden.
2015 konnte eine Berufsschule mit Internat eingeweiht werden, in der Wasserinstallateure ausgebildet werden. Hier werden lokal Fachleute ausgebildet, die das Trinkwassernetz für die Hügel errichten und warten. Um das Trinkwasser in die höher gelegenen Siedlungen zu transportieren, kommen Hydraulische Widder in Einsatz, die mit der Laufwasserenergie der Bäche angetrieben werden.
Die Baumaßnahmen wurden aus NGO-Mitteln der deutschen Bundesregierung sowie Spenden der Patenstädte Albstadt und Chambéry finanziert und mit Eigenleistung der Bewohner Bisoros durchgeführt. Durch die deutsche Hilfe und das Engagement der AACOBI (Verein der Freunde und Bewohner von Bisoro) gilt Bisoro zwischenzeitlich in Burundi als Modell für die Entwicklung im Bildungsbereich. Die zuletzt gebauten Schulen wurden daher vom Vizepräsidenten bzw. vom Präsidenten des Staates Burundi eingeweiht.
Nahezu 70 % der Erwachsenen sind Analphabeten und können ohne ausreichende Fähigkeiten im Rechnen, Lesen und Schreiben im Berufs- und Gesundheitssektor nicht erfolgreich fortgebildet werden. Um generell die Lebenschancen der Menschen langfristig (Lebenserwartung in Burundi durchschnittlich 53 Jahre) zu verbessern, sind beträchtliche Bildungsinvestitionen notwendig. Frauen wurde in den 1990er Jahren der Schulbesuch verwehrt, sodass die Analphabetenquote bei Frauen annähernd 100 % beträgt. 2007 wurde eine Alphabetisierungskampagne für erwachsene Frauen initiiert, die durch Spenden der Patenstadt Albstadt und durch Mittel des Landes Baden-Württemberg finanziert wird. Bis zum Jahr 2014 haben 4500 Frauen und 240 Männer die Alphabetisierungskurse mit einem Zertifikat abgeschlossen.

## Patenstädte
Bisoro ist gemeinsame Patenstadt der Städte Albstadt in Baden-Württemberg und Chambéry in Frankreich.

## Nachweise
1. ↑  Institut de Statistiques et d'Etudes Economiques du Burundi – Annuaire Statistique 2015 (Memento des Originals vom 12. September 2018 im Internet Archive)  Info: Der Archivlink wurde automatisch eingesetzt und noch nicht geprüft. Bitte prüfe Original- und Archivlink gemäß Anleitung und entferne dann diesen Hinweis., abgerufen am 2. März 2017